# Долина нарцисів
«Доли́на нарци́сів» — заповідний масив, що розташований в урочищі Кіреші, за 4 км на схід від міста Хуст Закарпатської області. З 1992 року — у складі Карпатського біосферного заповідника, що входить до міжнародної мережі біосферних резерватів ЮНЕСКО. 
Площа масиву — 256,5 га. Статус — з 1992 року. Керівна організація — Карпатський біосферний заповідник.

## Розташування
Заповідник розташований на висоті 180–200 м над рівнем моря, в північно-західній частині Хустсько-Солотвинської улоговини, на стародавній терасі Тиси. Заповідна територія займає рівнинну ділянку в заплаві річки Хустець. Поряд з природними водотоками на території масиву розташовані штучні — канали меліоративної системи.

## Історія заповідника
Поява закарпатської реліктової Долини нарцисів пов'язана з льодовиковим періодом. Деякі вчені вважають, що тоді сталися певні геологічні катаклізми й  з гір сповз величезний шмат землі разом з унікальними рослинами. Після сходу льоду з гір стікало багато води, що сприяло акліматизації, цвітінню і розповсюдженню нарциса вузьколистого. З часом, в низовині від сучасного Мукачева до Хуста, де росли нарциси, з'явилися дубові ліси. Після того, як на цих землях стали здійснювати господарську діяльність, площа зростання нарцисів зменшувалася. 
За часів Австро-Угорщини урочище Кіреші належало до лісництва і пильно охоронялося. На його території росли лікарські рослини, якими місцеві медики лікували хворих. Коли територія Закарпаття відійшла до Чехословаччини, частину цих земель продали жителям Хуста. Тодішні місцеві мешканці ставилися до природи з великим розумінням. Випасати худобу на заповідних землях їм дозволялося до Юрія, а господарювати знову можна було тільки з 14 жовтня. 
За радянських часів долину хотіли переорати, щоб вирощувати сільськогосподарські культури. У 1980-х рр. на території заповідника здійснювалися осушувальні роботи, внаслідок яких суттєво змінився рослинний покрив. Після того, як було знищено 50 га нарцисів, оранку припинили та передали територію з нарцисами заповідному масиву Карпатського біосферного заповідника. Значний особистий внесок у справу збереження та відтворення «Долини нарцисів» зробив професор В. І. Комендар (який, власне, і дав цю назву долині).

## Наукове значення

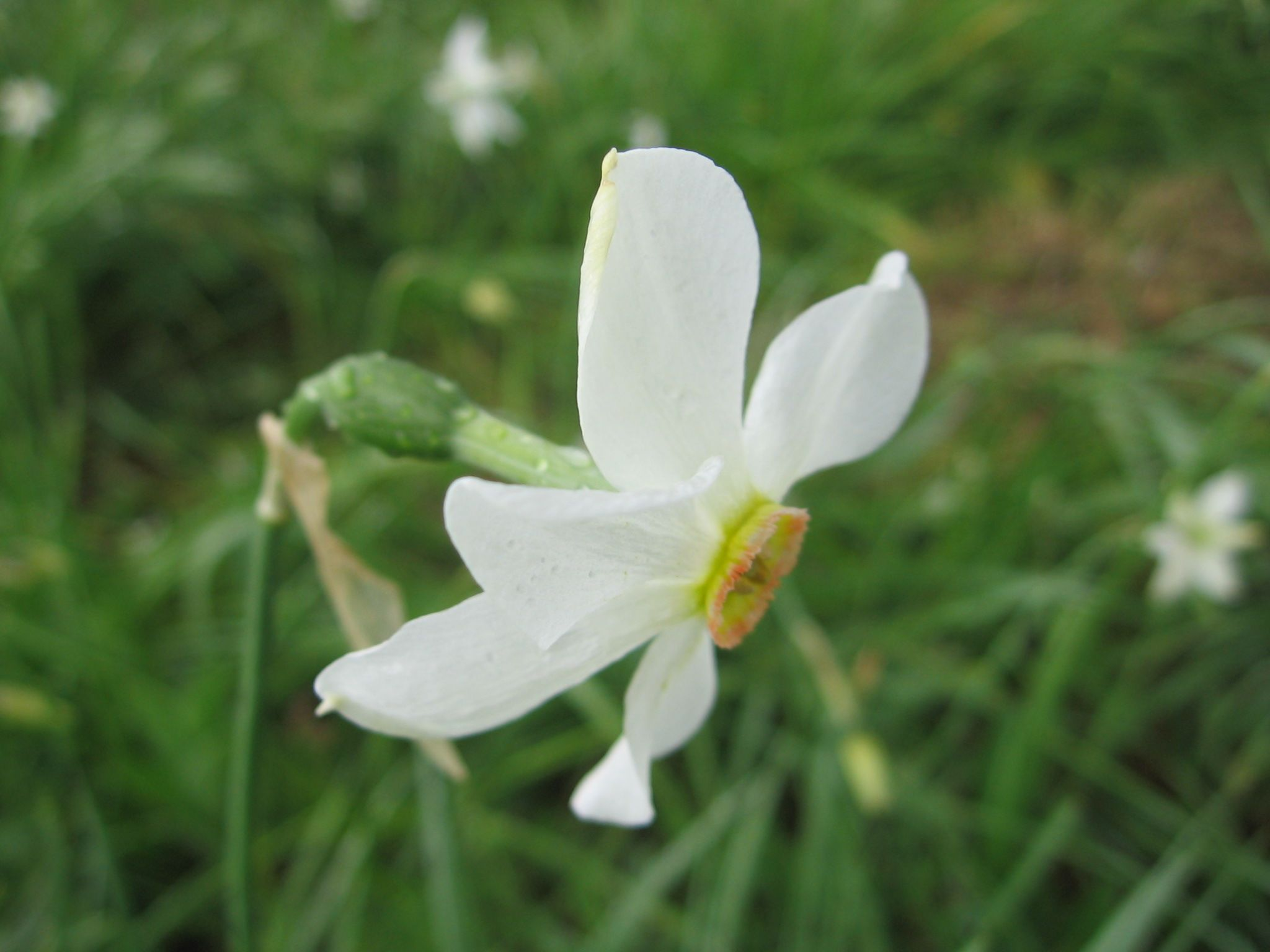
Нарцис вузьколистий з Долини нарцисів

«Долина нарцисів» — унікальний ботанічний об'єкт, в якому охороняється найбільший у Середній Європі осередок нарцису вузьколистого (Narcissus angustifolius). Цей середньоєвропейський високогірний вид поширений в Альпах, на Балканах і в Карпатах на висотах 1100–2060 м. Популяція в цьому рівнинному локалітеті збереглася з післяльодовикового періоду і має реліктовий характер. У 1980 році нарцис вузьколистий занесено до Червоної книги України.

## Туристична привабливість
Разом з величезним науковим значенням «Долина нарцисів» становить і значну естетичну цінність. У період масового цвітіння (друга — початок третьої декади травня) «Долина» вкривається майже суцільним білим килимом квітучих нарцисів, помилуватися яким приїжджають звідусіль.

## Рельєф
Станом на 2013 рік на території заповідного масиву було 164 га справжніх лук, 54 га болотних лук, 32 га боліт. Решту площі займають адміністративні будівлі, річище річки Хустець, канави, дороги тощо. Рельєф лівобережної частини території переважно рівнинний з окремими грядо-горбистими підвищеннями та зниженнями різноманітних форм, правобережної — грядо-горбистий з рівнинними ділянками у прирусловій частині.

## Флора
Рослинність масиву «Долина нарцисів» на 90% представлена різнотравними та злаково-різнотравними угрупованнями серед яких переважають костриця червона, щучник дернистий, китник лучний, стоколос м'який. У місцях з підвищеною зволоженістю поширені види осок (Carex acutiformis, C. acuta, C. vulpina) та ситник розлогий.
Загалом у «Долині нарцисів» представлено 498 видів різних рослин, зокрема 15 видів квітів, які занесені до Червоної книги України, 16 видів орхідей. Серед рідкісних рослин заповідника: деревій хрящуватий, зозульки Фукса, зозульки травневі, еритроній собачий зуб, тирлич вузьколистий, билинець найзапашніший, півники сибірські, зозулинець шоломоносний, плодоріжка рідкоквіткова, перстач білий та ін.
Унікальною особливістю цієї заповідної ділянки є зростання тут однієї з найбільших рівнинних популяцій рідкісного виду нарцису вузьколистого (загальна площа — 85 га). У період свого масового цвітіння (друга половина травня) Narcissus angustifolius Curt. співдомінує, а на третині його площ домінує у травостої. Зростає в декількох угрупуваннях:
- Нарцис вузьколистий + Родовик лікарський + Пахуча трава звичайна;
- Нарцис вузьколистий + Костриця лучна + медова трава шерстиста;
- Ситник купчастий + Гадючник звичайний + Нарцис вузьколистий.

## Фауна
За своїм фауністичним складом «Долина нарцисів» різко відрізняється від інших заповідних ділянок Карпатського біосферного заповідника. Тут представлені тварини заплавних лук Закарпатської рівнини.
Фауна ссавців представлена звичайною полівкою, житником пасистим, мишкою лучною, ондатрою, зайцем сірим та іншими видами, не властивими для гірських масивів заповідника.
Всього в Долині нарцисів нараховується 104 види птахів. Серед них переважають лучні трав'янки, звичайні вівсянки та сірі кропив'янки. У більш зволожених місцях звичайними є деркачі та лучні очеретянки. У чагарниках вздовж річки Хустця трапляється фазан. Дуже рідко тут можна зустріти і ремеза.
Долині нарцисів притаманні такі види земноводних як ставкова жаба, звичайна ропуха, звичайний і гребінчастий тритони. З плазунів трапляються вуж звичайний і прудка ящірка.
Багата іхтіофауна річки Хустець нараховує близько 20 видів риб.

## Екологічний стан заповідника
Вчені відзначають значні зміни рослинного покрову впродовж останніх 25 років, зокрема, зменшення лук площа справжнього. Колись гостролистий нарцис вкривав сотні гектарів землі, тепер щороку площа його зростання меншає. Наукові дослідження, спрямовані на покращення охорони цінних екосистем, стали можливими завдяки проєкту Світового банку «Збереження біорізноманіття Карпат» (1993–1997 рр.; $ 500 000). 2006 року науковці, що досліджують цей куток природи, вдарили на сполох — нарциси почали висихати від недостатньої вологості ґрунту. Виявляється, останніми роками змінився гідрологічний режим ґрунтів, і квітам не вистачає вологи. Задля збереження долини екологи пропонують заборонити проїжджати тут автомобілями, зняти довкола асфальт, насадити дерева й зволожити землю (збудувати шлюзи і воду штучно підняти). Нарцисам буде добре, але виникає інша проблема — від підвищення вологості розростаються верби. Аби зберегти квіти, дерева вирубують.
Іншою серйозною проблемою для екологічного стану заповідної ділянки є масовий наплив туристів у сезон цвітіння нарцисів та варварське ставлення до квітів. У період масового цвітіння квітів «Долина нарцисів» приймає в середньому по 4—5 тис. відвідувачів на добу. На території масиву прокладені дороги, збудовані спеціальні майданчики для спостереження за квітами; у період цвітіння нарцисів охорона заповідної ділянки підсилюється лісниками з інших масивів області, але все одно цінні квіти масово зриваються та витоптуються туристами.

## Місцеві легенди
Легенда розповідає, що саме у дзеркальних водах річки Хустець грецький бог Нарцис побачив своє зображення: він закохався в себе і помер на березі від туги.
За іншою легендою, колись у сиву давнину в Хустському замку жили князь, княгиня та їхня красуня-донька Руся. На околиці міста проводив життя гончар Іванко. На день Русиного повноліття до замку прийшло багато сановитих візитерів та містян з дорогими гостинцями. Іванкові кортіло теж зробити подарунок — це була дивовижна ваза, на якій, наче живі, мерехтіли квіти граціозного білого нарциса. У цю мить Іванко та Руся закохались одне в одного. Після того вони стали крадькома зустрічатися у мальовничій долині. Та одного разу князь довідався і так зшаленів, що схопив Іванкову вазу і жбурнув з княжої гори. 
Ваза розбилася об скелину та розсипалась по долині дрібним дощем. Коли зійшло сонце, то всі побачили, що придолинок вкритий біло-зеленим нарцисовим килимом.
Популярна народна легенда, за якою поява унікальної Долини нарцисів пов'язана з історією Нанківської чудотворної ікони Пресвятої Богородиці. За цією легендою, у серпні 1690 року в селі Нанково, у місцевості, що має назву «Полянки», з'явився образ Діви Марії. Місцева громада звернулася до господаря поля, на якому відбулося явлення, з пропозицією побудувати на цьому місці храм або каплицю, як цього вимагала християнська традиція. Землевласник відмовив громаді, ікону поставили на підводу, запряжену волами, і спробували вивезти. Але воли не рушили з місця, оскільки ікона не хотіла покидати його. Господарю довелося підганяти волів батогами, і, мимохіть, він влучив батогом в ікону. Від удару на лику Богородиці з'явився шрам, а з очей потекли сльози. За святотатство рід землевласника був покараний, а ікону все ж вивезли по долині вздовж річки Хустець. За переданням, уздовж шляху, яким вивозили ікону, зростали нарциси.
Кажуть також, що коли вороги захопили Хустський замок, мешканці міста принесли їм у дар подушки, набиті нарцисами, буцімто як знак покори і пошани до переможців. Вражі вояки не знали, що нарциси — отруйні квіти, а отже, заснувши на «нарцисовій» подушці, людина може і не прокинутися.